# مهدی محقق

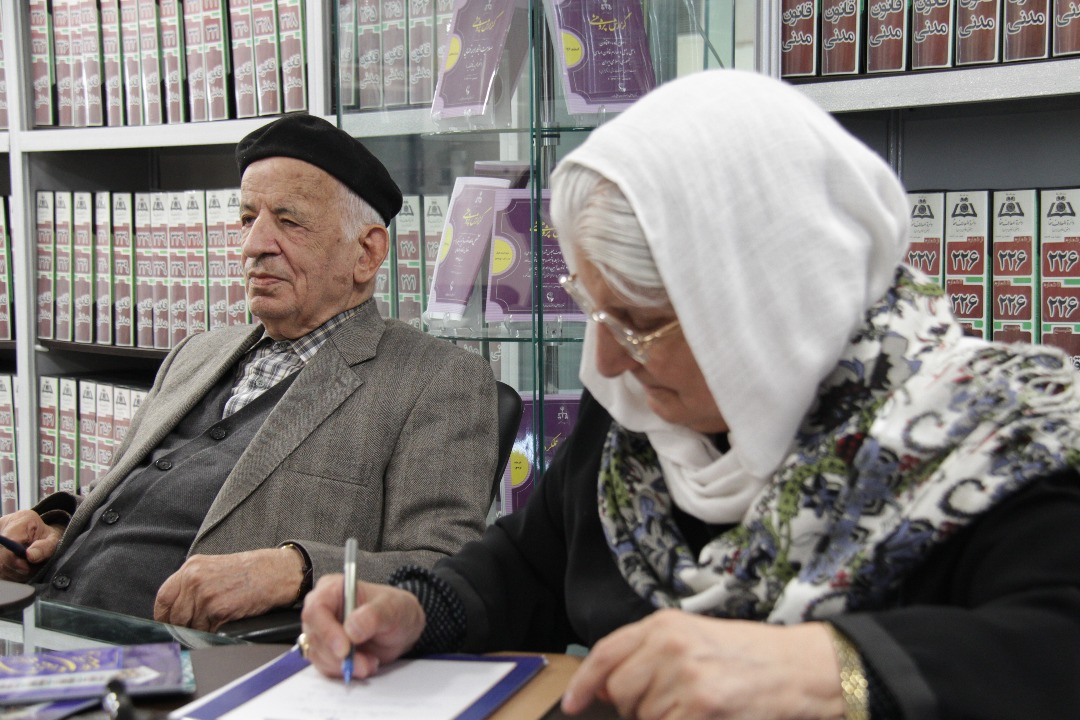
مهدی محقق و همسرش نوش‌آفرین انصاری در پژوهشکده حقوق و قانون ایران

مهدی محقّق (متولد ۱۰ بهمن ۱۳۰۸ خورشیدی) نویسنده، علامه، ادیب، فقیه، مجتهد، فیلسوف، نسخه‌پژوه و پژوهشگر تاریخ پزشکی اسلامی، مصحح و شارح کتب ادبی و فلسفی و فقهی، استاد دانشگاه تهران است. وی اصالتی دامغانی از خاندان محقق داشته و در شهر مشهد به‌دنیا آمد و دارای مدرک دکتری الهیات و معارف اسلامی از دانشگاه تهران و دکتری زبان و ادبیات فارسی از دانشگاه تهران است. وی بنیان‌گذار دائرةالمعارف تشیع و عضو هیئت امنای بنیاد دائرةالمعارف اسلامی و رئیس اسبق انجمن آثار و مفاخر فرهنگی و مدیر مؤسسهٔ مطالعات اسلامی دانشگاه تهران ـ دانشگاه مک‌گیل و عضو پیوستهٔ فرهنگستان زبان و ادب فارسی است.

## زندگی
در دهم بهمن ۱۳۰۸ خورشیدی در مشهد در خانواده‌ای روحانی و اصالتاً دامغانی به دنیا آمد. پدرش حاج شیخ عباسعلی محقق خراسانی و پدربزرگش ملا بمانعلی محقق دامغانی بود. مهدی محقق تا نه سالگی در آن شهر بود و سپس در سال ۱۳۱۷ به تهران منتقل گردید و تحصیلات خود را در سطح ابتدایی و متوسطه دنبال کرد. از سال ۱۳۲۳ شروع به تحصیلات حوزه‌ای کرد و برای استفاده از محضر استادان بزرگ در سال‌های ۱۳۲۶ و ۱۳۲۷ به مشهد آمد و در مدرسهٔ نواب اقامت گزید و علوم حوزوی را در حوزه‌های علمیهٔ مشهد و تهران تا مرحلهٔ اجتهاد فرا گرفت و موفق به اخذ درجهٔ اجتهاد از آیت‌الله محمدحسین کاشف‌الغطاء و آیت‌الله محمدتقی خوانساری آیت الله عبدالکریم زنجانی گردید.
در سال ۱۳۲۷ وارد دانشگاه تهران شد و دورهٔ دکتری الهیات را در سال ۱۳۳۷ به پایان رسانید و در سال ۱۳۳۸ موفق به اخذ درجهٔ دکتری در زبان و ادبیات فارسی از دانشگاه تهران گردید و در سال ۱۳۳۹ پس از شرکت در آزمون دانشیاری به عضویت هیئت آموزشی گروه زبان و ادبیات فارسی دانشگاه تهران درآمد و پیش از آن به‌مدت نه سال در دبیرستان‌های تهران تدریس کرده بود که مدت سه سال از آن مدیر بخش کتب خطی کتابخانهٔ ملی فرهنگ هم بود. در سال ۱۳۴۰ از طرف دانشگاه لندن دعوت برای تدریس در دانشکده مطالعات مشرق‌زمین و آفریقا شد و به مدت دو سال در آن دیار به سر برد. در سال ۱۳۴۵ به مقام استادی دانشگاه نائل آمد و تا سال ۱۳۶۱ که بازنشسته گردید با همان سمت در گروه‌های زبان و ادبیات فارسی و عربی و فلسفه و علوم اجتماعی دانشگاه اجتماعی دانشگاه تهران به تدریس درس‌های مختلف پرداخت. طی سال‌های ۱۳۴۷–۱۳۴۴ و ۱۳۵۷–۱۳۵۵ و ۱۳۶۱–۱۳۶۰ در دانشگاه مک‌گیل کانادا به تدریس فلسفه و کلام و عرفان اسلامی پرداخت و در سال ۱۳۴۷ شعبهٔ مؤسسهٔ مطالعات اسلامی آن دانشگاه را در تهران تأسیس کرد و نتیجهٔ آن نشر بیش از شصت اثر نفیس در زمینه‌های مختلف علوم اسلامی است که با همکاری متجاوز از سی تن از استادان داخل و سی تن از استادان خارجی در دو مجموعهٔ «سلسلهٔ دانش ایرانی» و «تاریخ علوم در اسلام» فراهم آورد و به جامعهٔ علمی تقدیم داشت. 

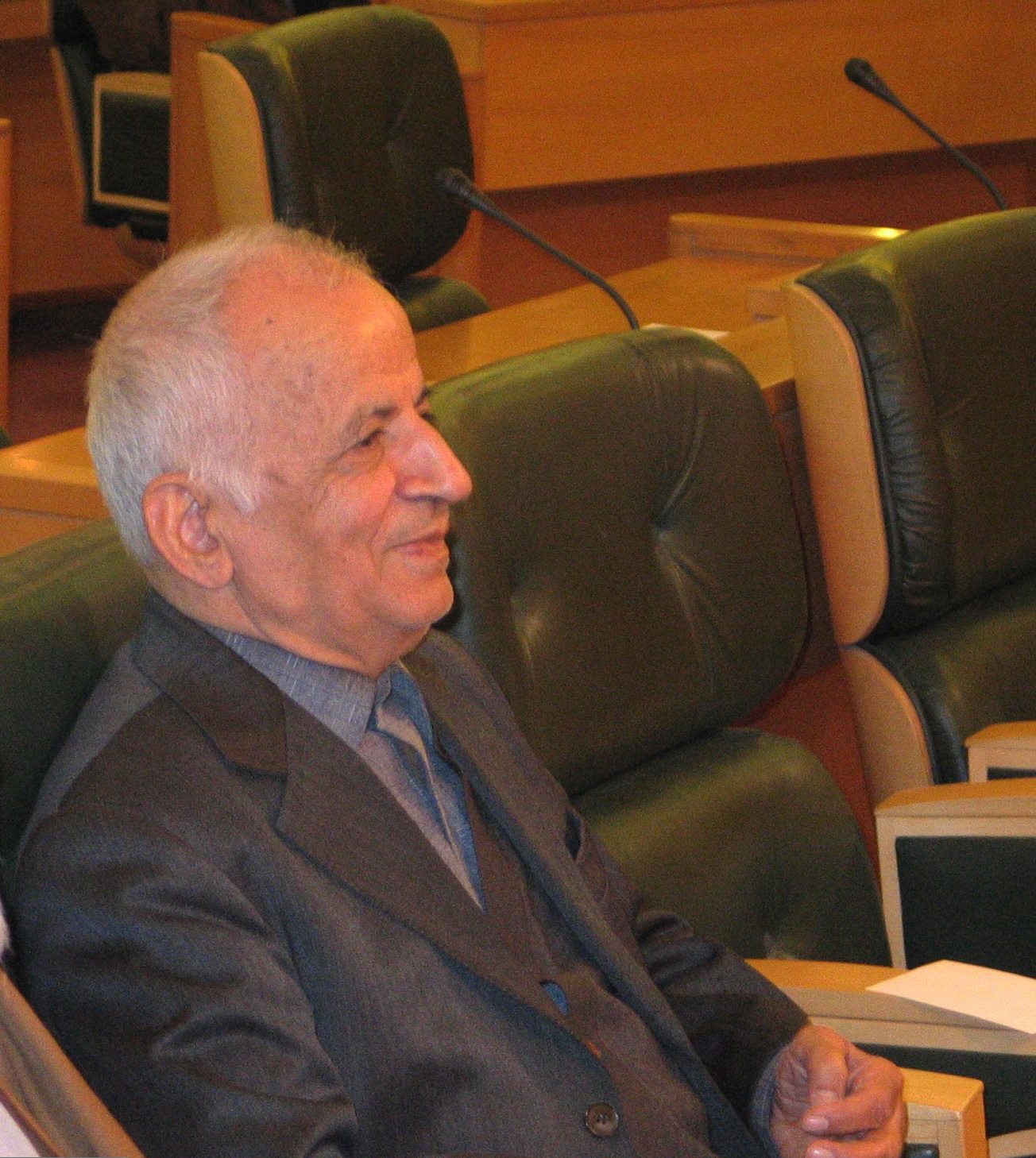
مهدی محقق

در سال ۱۳۵۳ به‌عنوان رئیس انجمن استادان زبان و ادبیات فارسی برگزیده شد و با استفاده از امکانات مؤسسهٔ مطالعات اسلامی ده اثر به استادان آن رشته تقدیم داشت و نیز در همین سال به‌عنوان عضو هیئت امناء با انجمن فلسفه همکاری کرد و در نشر آثار علمی دانشمندان شیعی ایرانی به وسیلهٔ آن انجمن در این توفیق علمی سهیم گردید. پس از بازنشستگی سالی سه‌ماه در کانادا به مدت پنج‌سال تدریس کرد و پس از آن پنج‌سال در مؤسسهٔ بین‌المللی اندیشه و تمدن اسلامی به‌عنوان «استاد ممتاز فلسفهٔ اسلامی» به‌تدریس و تحقیق اشتغال ورزید و نشر مجموعه‌ای از متون و تحقیقات در زمینهٔ علوم اسلامی را بنیان نهاد که تاکنون دوازده مجلد از آن به‌وسیلهٔ آن مؤسسه در تهران و کوالالامپور در مجموعهٔ «اندیشهٔ اسلامی» منتشر شده‌است. همچنین به‌دعوت دانشگاه آکسفورد یک‌ماه در سال در آنجا به‌تحقیق و مطالعه دربارهٔ تاریخ پزشکی اشتغال داشته و برخی از استادان را در راهنمایی رساله‌های دکتری در زمینهٔ علوم اسلامی یاری کرده‌است.
پس از انقلاب اسلامی به ریاست دانشکدهٔ دماوند منصوب شد و پس از آن در سال ۱۳۶۱ سازمان دائرةالمعارف تشیع را پایه‌ریزی کرد و همچنین پس از انتصاب به عضویت هیئت امنای بنیاد دائرةالمعارف اسلامی در سال ۱۳۶۲ مدت دو سال به‌عنوان مدیرعامل آن نهاد را سازمان داد و اداره کرد. بعد از بازنشستگی در دوره‌های فوق‌لیسانس و دکتری دانشگاه‌های مشهد و اصفهان و امام صادق (ع) و الزهراء و تربیت مدرس و تربیت معلم و دانشگاه آزاد اسلامی کرج تدریس و دانشجویان را در تحریر رساله‌های کارشناسی ارشد و دکتری راهنمایی کرد. وی در زبان و ادبیات فارسی و عربی استاد تراز اول محسوب می‌شود و در زبان انگلیسی نیز می‌نویسد و سخنرانی می‌کند.
او مدتی را مدیر مؤسسه مطالعات اسلامی دانشگاه تهران ـ دانشگاه مک گیل بود. وی ریاست انجمن مفاخر فرهنگی، ریاست انجمن استادان زبان و ادبیات فارسی، عضویت در هیئت امنای انجمن فلسفه، عضویت در هیئت امنای بنیاد دائرةالمعارف اسلامی و عضویت در فرهنگستان زبان و ادب فارسی را در کارنامهٔ علمی و عملی خویش دارند. محقق همچنین عضو ایرانی فرهنگستان زبان و ادب مصر است و در فرهنگستان‌های اردن، سوریه، هند و مجمع بین‌المللی فلسفه در قرون وسطی مادرید و مجمع بین‌المللی تاریخ پزشکی لندن نیز عضویت دارد. محقق همچنین در سال ۱۳۷۴ مشاور علمی بین‌المللی بیت الحکمه پاکستان شد. او پیشتر در سال ۱۳۶۷ فرمان‌های عضویت در مجمع اللغه العربیه مصر، فرهنگستان علوم اسلامی هندوستان و مجمع اللغه العربیه دمشق، عضویت در فرهنگستان علوم اسلامی را دریافت کرده بود.

### عضویت در مجامع و گروه‌های علمی در ایران
سمت‌های علمی او در ایران:
- عضو و رئیس انجمن استادان زبان و ادبیات فارسی
- عضو هیئت امنای انجمن فلسفهٔ ایران
- عضو هیئت امناء و مدیر عامل بنیاد دائرةالمعارف اسلامی در سال ۱۳۶۲
- سرپرست گروه فلسفه و کلام بنیاد پژوهش‌های اسلامی
- عضو پیوستهٔ فرهنگستان زبان و ادبیات فارسی
- عضو وابستهٔ فرهنگستان علوم پزشکی (گروه طب اسلامی)
- عضو شورای علمی مرکز دائرةالمعارف بزرگ اسلامی
- سرپرست گروه پژوهش‌های طب اسلامی، وزارت بهداشت در سال ۱۳۷۵
- عضو شورای عالی پژوهشکدهٔ تاریخ علم
- سردبیر فصلنامه مطالعات تاریخ اسلام (پژوهشکده تاریخ اسلام)[۲۰]
- مدیر بخش نسخ خطی کتابخانه ملی[۲۱]
- مدیریت گروه زبان و ادبیات فارسی دانشگاه تهران[۲۲]
- ریاست دانشکده دماوند[۲۳]

### عضویت در مجامع علمی بین‌المللی
سمت‌های بین‌المللی او:
- مجمع بین‌المللی تاریخ پزشکی لندن
- مجمع بین‌المللی فلسفه در قرون وسطی مادرید
- فرهنگستان زبان عرب مصر (مجمع‌اللغه العربیه)
- فرهنگستان علوم اسلامی هند (المجمع‌العلمی الهندی)
- فرهنگستان زبان عرب دمشق (مجمع‌اللغه العربیه بدمشق)
- فرهنگستان مباحث علوم و تمدن اسلامی اردن (المجمع‌الملکی)
- مجمع بین‌المللی تاریخ علم و فلسفهٔ عربی و اسلامی، پاریس
- هیئت تحریریه مجموعه متون و تحقیقات مؤسسه مطالعات اسماعیلی لندن[۲۶]

## جوایز و افتخارات
مهدی محقق تاکنون به پاس خدمات فرهنگی، سوابق آموزشی و تألیفات خود از سال ۱۳۴۹، موفق به کسب ۱۴ نشان، مدال و تقدیرنامه شده‌است برخی از این موارد عبارت است از:
- دریافت لوح تقدیر بهترین کتاب برای تألیف کتاب «فیلسوف ری، محمد بن زکریای رازی»، کتاب سال ۱۳۴۹[۲۸][۲۹]
- دریافت لوح تقدیر و جایزهٔ بهترین کتاب سال برای تصحیح کتاب «مفتاح‌الطب» و ترجمهٔ آن به فارسی و انگلیسی در سال ۱۳۶۹[۳۰][۳۱]
- دریافت لوح تقدیر و جایزهٔ بهترین کتاب دوازدهمین جشنواره خوارزمی برای تألیف کتاب «تاریخ و اخلاق پزشکی در اسلام و ایران» در سال ۱۳۷۷[۳۲][۳۳]
- چهره ماندگار سال ۱۳۸۰[۳۴]
- کسب درجهٔ «استاد ممتاز فلسفهٔ اسلامی» از سوی مؤسسهٔ بین‌المللی اندیشه و تمدن اسلامی کوالالامپور مالزی، ۱۹۹۳[۳۵][۳۶]
- دریافت نشان درجهٔ دو دانش، ۱۳۷۹[۳۷][۳۸]
- دریافت نشان درجهٔ یک ادب فارسی، ۱۳۸۲[۳۹][۴۰]
- برگزیده جایزه علمی علامه طباطبایی بنیاد ملی نخبگان، ۱۳۹۰
- دریافت جایزه البرز به‌عنوان دانشمند برتر، ۱۳۹۳[۴۱]
- برگزاری مراسم تکریم توسط بنیاد نخبگان استان تهران با حضور چهره‌های علمی و فرهنگی کشور، شاگردان ایشان و استعدادهای برتر، ۱۳۹۶
- تجلیل در همایش تماشای خورشید در سال ۱۳۹۹[۴۲]

## شاگردان
- علی موسوی گرمارودی
- بهاءالدین خرمشاهی
- کامران فانی
- عباس ماهیار
- بهروز ثروتیان
- احمد احمدی
- حسن انوری
- قاسم انصاری
- حسین معصومی همدانی
- قدمعلی سرامی
- علی رواقی
- علی اشرف صادقی
- احمد تمیم داری
- علی اصغر دادبه
- سعید حمیدیان
- محمد جعفر یاحقی
- حسن حبیبی
- عبدالهادی حائری
- محمدآبادی باویل
- سیّد ابراهیم سیّدعلوی تبریزی

## آثار
کتاب‌های او اعم از تألیف و ترجمه و تصحیح و مجموعهٔ مقالات به هشتاد، و مقالات فارسی به عربی به یکصد و سی، و مقالات انگلیسی بیشتر از سی و پنج بالغ می‌شود. این مقالات در مجلات دانشگاه‌های ایران و نشریات علمی کشور و همچنین در مجلات علمی کشورهای انگلستان و فرانسه و آمریکا و ایتالیا و هلند و ترکیه و مصر و اردن و لبنان و سوریه و افغانستان و پاکستان و هندوستان چاپ و منتشر گشته‌است. چند نمونه از آثار ایشان عبارت است از:

### در زبان و ادبیات فارسی
- صرف و نحو و قرائت عربی، در سه مجلد، تألیف مهدی محقق و سید جعفر شهیدی، (انتشارات علمی، ۱۳۳۵)[۴۳]
- قرائت و دستور زبان و تاریخ ادبیات فارسی تألیف مهدی محقق و سعید نفیسی و دیگران (انتشارات علمی، ۱۳۳۸)[۴۴]
- تفسیر کشف‌الاسرار و عدةالابرار، رشیدالدین میبدی، جلد هشتم
- وجوه قرآن، حبیش تفلیسی، (مقدمه و تصحیح و تعلیقات)[۴۵]
- لسان‌التنزیل، (مقدمه و تصحیح)[۴۶]
- آرام نامه، مجموعه مقالات علمی و ادبی تقدیم شده به استاد احمد آرام
- اشترنامه عطار، (تصحیح و مقدمه و تعلیقات)[۴۷]
- پانزده قصیده از ناصر خسرو، (با حواشی و مقدمه و تعلیقات)
- تحلیل اشعار ناصر خسرو[۴۸]
- نظام‌نامهٔ سیاست، خواجه نظام‌الملک طوسی (تصحیح و تعلیقات)
- دیوان غزلیات و رباعیات فتاحی نیشابوری
- یادنامهٔ ادیب نیشابوری[۴۹]
- گزارش نخستین مجلس علمی انجمن استادان زبان و ادبیات فارسی
- همایی‌نامه
- نصاب انگلیسی یا زبان آموز سنتی ایران (مشتمل بر واژه‌های انگلیسی با معادل فارسی و عربی)، معتمد الدوله فرهاد میرزا، به اهتمام مهدی محقق (تهران، ۱۳۸۵)
- فرهنگ و لغات و ترکیبات و تعبیرات دیوان ناصر خسرو، در دو جلد[۵۰]
- دیوان ناصر خسرو، (تصحیح انتقادی با فهرست و مقدمه)
- شرح بزرگ دیوان ناصر خسرو، جلد اول
- شرح بزرگ دیوان ناصر خسرو، جلد دوم
- شرح سی قصیده از ناصر خسرو
- مقدمةالادب، جارالله زمخشری

### در حکمت و فلسفهٔ اسلامی
- السیره الفلسفیه زکریای رازی[۵۱]
- شرح بیست و پنج مقدمه ابن میمون، ابوعبدالله تبریزی
- فیلسوف ری، محمدبن زکریای رازی[۵۲]
- الاسئله و الاجوبه، پرسش‌های ابوریحان بیرونی و پاسخ‌های ابوعلی سینا[۵۳]
- حدوث العالم، عمر بن غیلان مع الحکومه فی حجج المثبتین للماضی مبدأ زمانیا، الشیخ الرئیس ابو علی سینا
- شرح حکمةالاشراق سهروردی، قطب‌الدین شیرازی[۵۴]
- شرح منظومه حکمت، ملا هادی سبزواری، بخش امور عامه و جوهر و عرض، با مقدمه فارسی و انگلیسی و فرهنگ اصطلاحات فلسفی، به اهتمام توشی هیکو ایزوتسو و مهدی محقق[۵۵]
- تعلیقه میرزا مهدی آشتیانی بر شرح منظومه حکمت، به تصحیح عبدالجواد فلاطوری و مهدی محقق
- کتاب القبسات، میرداماد به اهتمام مهدی محقق
- ترجمه انگلیسی شرح منظومه حکمت سبزواری، قسمت امور عامه و جوهر و عرض، به وسیله مهدی محقق و توشی هیکو ایزوتسو
- شرح الاهیات من کتاب الشفاء، ملا مهدی نراقی[۵۶]
- شرح منظومه حکمت سبزواری، بخش الاهیات بالمعنی الاخص، با مقدمه فارسی و انگلیسی و فرهنگ اصطلاحات فلسفی[۵۷]
- الدراسه التحلیلیه لکتاب الطب الروحانی محمد بن زکریای رازی به زبان عربی و فارسی و انگلیسی
- منطق و مباحث الفاظ، به اهتمام پروفسور توشی هیکو ایزوتسو و مهدی محقق
- مجموعه سخنرانی‌ها و مقاله‌ها در فلسفه و عرفان اسلامی، به اهتمام مهدی محقق و هرمان لندلت
- هزار پانصد یادداشت در مباحث لغوی و ادبی و تاریخی و فلسفی و کلامی و تاریخ علوم[۵۸]

### در تاریخ پزشکی اسلامی
- الشکوک علی جالینوس، با تصحیح و مقدمه عربی و انگلیسی و فارسی[۵۹]
- بستان الاطباء و روضه الالباء، ابن مطران، ترجمه و تلخیص[۶۰]
- التصریف لمن عجز عن التالیف، ابوالقاسم زهراوی، ترجمه مهدی محقق و احمد آرام
- یادگار (در دانش پزشکی و داروشناسی)، سید اسماعیل جرجانی، (با تصحیح)
- رساله ابی ریحان فی فهرست کتب الرازی، ترجمهٔ فارسی
- فهرست کتاب‌های رازی و نام‌های کتاب‌های بیرونی از ابوریحان بیرونی و المشاطه لرساله الفهرست از ابواسحاق غضنفر تبریزی (با تصحیح و ترجمه و تعلیقات)
- درآمدی بر دانشنامهٔ پزشکی در اسلام و ایران (فهرست الفبایی اصطلاحات پزشکی و داروشناسی)[۶۱]
- ابن هندو، پزشک و فیلسوف طبرستانی و کتاب مفتاح‌الطب او، با مقدمه‌ای دربارهٔ علم پزشکی در اسلام و ایران[۶۲][۶۳]
- مفتاح‌الطب و منهاج‌الطلاب، ابن هندو، به اهتمام مهدی محقق و استاد محمدتقی دانش‌پژوه، تلخیص و ترجمه فارسی و انگلیسی و فهرست اصطلاحات پزشکی[۶۴]
- رساله حنین بن اسحق به علی بن یحیی دربارهٔ آثار ترجمه شده از جالینوس، ترجمه فارسی و مقدمه انگلیسی و فارسی
- مجموعه متون و مقالات در تاریخ و اخلاق پزشکی در ایران و اسلام[۶۵]
- طب روحانی رازی، تلخیص و ترجمه[۶۶]

### در کلام اسلامی
- اسماعیلیه، تألیف مهدی محقق، انتشارات اساطیر[۶۷]
- اوائل المقالات فی المذاهب و المختارات، شیخ مفید[۶۸]
- االباب‌الحادی عشر للعلامة الحلی، مع شرحیه النافع یوم الحشر فی شرح باب‌الحادی عشر، مقداد بن عبدالله السیوری، و مفتاح‌الباب ابوالفتح بن مخدوم الحسینی العربشاهی، به اهتمام مهدی محقق[۶۹]
- کتاب الاصلاح، ابوحاتم رازی[۷۰]
- بیست گفتار در مباحث فلسفی و کلامی[۷۱]

### در فقه و اصول
- منظومه فی اصول الفقه، شمس‌العلما قریب گرکانی[۷۲]
- معالم‌الاصول، شهید ثانی[۷۳]
- اوامر و نواهی از کتاب معالم‌الدین و ملاذالمجتهدین، شهید ثانی، و فرهنگ اصطلاحات و معادل انگلیسی آن‌ها[۷۴]

### در زمینه‌های مختلف
- علوم محضه از آغاز صفویه تا تأسیس دارالفنون، گردآورنده مهدی محقق[۷۵]
- مفاخرنامه، تألیف مهدی محقق، به اهتمام حمیده حجازی[۷۶]
- فهرست توصیفی انتشارات مؤسسه مطالعات اسلامی دانشگاه تهران ـ دانشگاه مک گیل[۷۷]
- طرح تدوین دائرةالمعارف تشیع[۷۸]
- شیعه در حدیث دیگران[۷۹][۸۰]
- سومین بیست گفتار یا گزارش سفرهای علمی، نویسنده مهدی محقق[۸۱][۸۲]

## بازنشر آثار
آثار فلسفی مهدی محقق توسط این سازمانها در ایران بازنشر شده‌است:
- بازنشر اثر مهدی محقق در سایت کنسرسیوم محتوای ملی[۸۳]
- بازنشر اثر مهدی محقق در سایت مؤسسه فرهنگی و اطلاع‌رسانی تبیان[۸۴]
- بازنشر اثر مهدی محقق در سایت مرکز دائرةالمعارف بزرگ اسلامی[۸۵]

## دیدگاه‌ها
- من از گذشته‌ام راضی هستم و همین مسیر را انتخاب می‌کردم برای من گذشته‌ام باعث خیر و برکت بوده هم به لحاظ مادی و هم علمی.[۸۶]
- هنگامی که ما از روی جهل و نادانی، پشت پا به فرهنگ غنی خود زده و میراث درخشان علمی خود را به گوشهٔ انزوا رانده بودیم که هنوز هم در همان حالیم، غربیان با هوشیاری کامل زبان عربی را آموختند تا بتوانند به آن میراث ارجمند دست یابند و آن را از چنگ ما درآورند و فواید و منافع آن را به خود اختصاص دهند.[۸۷]
- افراد توانا همیشه در دل تاریخ و با تاریخ حرکت می‌کنند و بسته به دانایی و توانایی‌شان با تدبیر گروهی، گره از مشکلات می‌گشایند.[۸۸]